# Colibrí cua de fulla bota-rogenc
Ocreatus addae és una espècie d'ocell de la família dels troquílids (Trochilidae) que rep en anglès el nom de "Rufous-booted racket-tail" (colibrí cua de fulla bota-rogenc).

## Hàbitat i distribució
Habita selva i boscos de les zones andines des del Perú central fins Bolívia.